# L'ascensió de la dona
L'ascensió de la dona (originalment en anglès, The Ascent of Woman) és una minisèrie documental britànica del 2015. Presentada i escrita per la historiadora Amanda Foreman, presenta la història de les dones des de l'alba de la civilització fins a l'època actual. La minisèrie consta de quatre capítols i es va emetre al canal BBC Two.
La sèrie manté que, al llarg dels últims deu mil anys, la història de les dones ha oscil·lat entre els extrems de la llibertat i l'opressió, la inclusió i l'exclusió. La producció defensa que l'estatus de les dones és un baròmetre de la tolerància, la justícia i el caràcter d'una societat. En aquesta sèrie es poden veure exemples de dones que van desafiar els moviments intel·lectuals masculins i les religions de les seves èpoques, creant els seus propis mons, des d'on podia prosperar una perspectiva femenina. Dones que des de dins dels sistemes patriarcals de religió, llei, matrimoni i educació van saber crear els seus propis itineraris al poder.
La sèrie va rebre crítiques positives, i The Telegraph la va qualificar de "poderosa, inspiradora i important". La sèrie es va programar posteriorment a Netflix el 2016. El 2019 es va estrenar el doblatge en català al 33.

## Llista d'episodis
| Núm. | Títol             | Data d'emissió original |
| --- | ----------------- | ----------------------- |
| 1 | «La civilització» | 28 de novembre de 2015  |
| Per iniciar el trajecte per la història de les dones, Amanda Foreman viatja a uns quants països, com ara Turquia, Sibèria i Grècia per investigar quin estatus tenia en les diverses civilitzacions, des dels primers llogarets fins als immensos imperis del món clàssic. Abordant molts dels temes ignorats per la història tradicional, Amanda analitza els orígens del patriarcat, la repressió de les dones, la imposició del vel, la veritat darrere les amazones i l'autonomia de les dones al món antic.                                          |                   |                         |
| 2 | «La separació»    | 5 de desembre de 2015   |
| Amanda Foreman analitza l'aparició de les "esferes separades" en les primeres societats confucianes i budistes i els orígens de l'ordre còsmic del yin femení i el yang masculí. Es pregunta fins a quin punt les dones van acceptar o rebutjar l'estatus inferior que els va atorgar el confucianisme a través de l'exemple de la rebel·lió de les germanes Trung al Vietnam del segle x, el cop de l'emperadriu Wu Zetian al segle VII i l'impacte de Lady Murasaki Shikibu, la primera novel·lista del món, en la cultura japonesa.                    |                   |                         |
| 3 | «El poder»        | 12 de desembre de 2015  |
| Amanda Foreman viatja fins a Istanbul, Alemanya, Londres, París i Delhi per analitzar els esforços que han fet les dones que s'han obert camí cap al poder, molt sovint subvertint a favor seu les mateixes restriccions que els han estat imposades. Aquest episodi relata els assoliments de sis dones extraordinàries, des de l'emperadriu Teodora de Bizanci fins a Nur Jahal, de l'imperi mogol de l'Índia, per demostrar una altra vegada que, si s'exclou les dones de la història, s'obvia una part de la veritat.                                |                   |                         |
| 4 | «La revolució»    | 19 de desembre de 2015  |
| Amanda Foreman viatja d'Occident a Orient i es pregunta si cap de les revolucions modernes va complir les promeses que havia fet a les dones. Des de la Revolució Francesa del segle xviii fins a la Primavera Àrab del segle xxi, Amanda planteja que les dones hi han tingut un paper indispensable, i que després han vist frustrades les seves esperances quan una jerarquia patriarcal ha estat substituïda per una altra d'igual. El remei, en la seva opinió, és fer un altre tipus de revolució que defensi la igualtat de tots els participants. |                   |                         |